# پیش از این که ناپدید شویم
پیش از این که ناپدید شویم  (به انگلیسی: Before We Vanish)فیلمی در ژانر علمی–تخیلی به کارگردانی کیوشی کوروساوا است که در سال ۲۰۱۷ منتشر شده است. این فیلم برای رقابت در بخش نوعی نگاه هفتادمین جشنواره فیلم کن انتخاب شده.

## داستان
سه بیگانه در یک مأموریت در آماده سازی برای حمله جمعی به زمین سفر می کنند. پس از مبدل شدن به ظاهر انسان، مهمانان مرموز انسان هایی را که در بدنشان مهمان می شوند می کشند، و ویرانی های روانی و معنوی پس از خود به جای می گذارند …

## بازیگران
- ماسامی ناگاساوا در نقش نارومی کاسه
- ریوهی ماتسودا در نقش شینجی کاسه
- هیروکی هاسه‌گاوا
- آتسوکو مائدا
- شین‌نوسکه میتسوشیما
- ماساهیرو هیگاشیده